# 荷马 (路易斯安那州)
荷马（英語：Homer），是美国路易斯安那州下属的一座城市。根据2010年美国人口普查，该市有人口3,237人。建置上，属于“town”。